# Pentacoryna bruchi
Pentacoryna bruchi är en skalbaggsart som beskrevs av Moser 1926. Pentacoryna bruchi ingår i släktet Pentacoryna och familjen Melolonthidae. Inga underarter finns listade i Catalogue of Life.